# هادی صوعان الصمیلی
هادی صوعان الصمیلی (عربی: هادي صوعان الصميلي؛ زادهٔ ۳۰ دسامبر ۱۹۷۶)  دونده دو با مانع اهل عربستان سعودی است.